# Eleição municipal de Santa Cruz do Capibaribe em 2016
A eleição municipal de Santa Cruz do Capibaribe em 2016 foi realizada para eleger um prefeito, um vice-prefeito e 17 vereadores no município de Santa Cruz do Capibaribe, no estado brasileiro de Pernambuco. Foram reeleitos Edson de Souza Vieira e Jose Raimundo Ramos para os cargos de prefeito(a) e vice-prefeito(a), respectivamente. Seguindo a Constituição, os candidatos são eleitos para um mandato de quatro anos a se iniciar em 1º de janeiro de 2017. A decisão para os cargos da administração municipal, segundo o Tribunal Superior Eleitoral, contou com 52 246 eleitores aptos e 3 819 abstenções, de forma que 7.31% do eleitorado não compareceu às urnas naquele turno.

## Resultados

### Eleição municipal de Santa Cruz do Capibaribe em 2016 para Prefeito
A eleição para prefeito contou com 4 candidatos em 2016: Edson de Souza Vieira (PSDB), José Fernando Arruda Aragão (PTB), Rodolfo Francelino Aragão Neto (PSOL), Clodoaldo Barros de Queiroz (PMN) que obtiveram, respectivamente, 22.879, 21.965, 229, 0 votos. O Tribunal Superior Eleitoral também contabilizou 7.31% de abstenções nesse turno. 
| Candidato(a)                          | Vice                          | Coligação                                       | Votos recebidos | Percentual |
| ------------------------------------- | ----------------------------- | ----------------------------------------------- | --------------- | ---------- |
| Edson de Souza Vieira (PSDB)          | Jose Raimundo Ramos           | Mais Conquistas, Mais Avanços                   | 22879           | 50.76%     |
| José Fernando Arruda Aragão (PTB)     | Cleiton Barboza do Nascimento | Muda Santa Cruz                                 | 21965           | 48.73%     |
| Rodolfo Francelino Aragão Neto (PSOL) | Allisson de Lima Oliveira     | Partido Socialismo e Liberdade (sem coligação)  | 229             | 0.51%      |
| Clodoaldo Barros de Queiroz (PMN)     | Maria da Conceição da Silva   | Partido da Mobilização Nacional (sem coligação) | 0               | 0%         |

### Eleição municipal de Santa Cruz do Capibaribe em 2016 para Vereador
Na decisão para o cargo de vereador na eleição municipal de 2016, foram eleitos 17 vereadores com um total de 45 521 votos válidos. O Tribunal Superior Eleitoral contabilizou 1 479 votos em branco e 1 427 votos nulos. De um total de 52 246 eleitores aptos, 3 819 (7.31%) não compareceram às urnas .
| Nome                              | Partido político                               | Coligação                     | Votos recebidos | Percentual |
| --------------------------------- | ---------------------------------------------- | ----------------------------- | --------------- | ---------- |
| Nailson Ramos da Silva            | Movimento Democrático Brasileiro (MDB)         | Mais Avanços                  | 3185            | 7%         |
| José Carlos da Silva              | Partido Trabalhista Brasileiro (PTB)           | Vamos Juntos Mudar Santa Cruz | 2894            | 6.36%      |
| José Augusto Maia Junior          | Podemos (PODE)                                 | Renovar Para Mudar            | 2466            | 5.42%      |
| Ernesto Lázaro Maia               | Partido dos Trabalhadores (PT)                 | Vamos Juntos Mudar Santa Cruz | 1855            | 4.08%      |
| Toinho do Pará                    | Partido Socialista Brasileiro (PSB)            | Avança Santa Cruz             | 1582            | 3.48%      |
| Antônio Gomes Bezerra Júnior      | Partido Socialista Brasileiro (PSB)            | Avança Santa Cruz             | 1458            | 3.2%       |
| Jessyca Monica de Lima Cavalcanti | Partido Trabalhista Cristão (PTC)              | Mais Avanços                  | 1399            | 3.07%      |
| Cícero Cosmo da Silva             | Podemos (PODE)                                 | Renovar Para Mudar            | 1354            | 2.97%      |
| Klemerson Ferreira de Souza       | Partido da Social Democracia Brasileira (PSDB) | Avança Santa Cruz             | 1344            | 2.95%      |
| José Bezerra da Costa             | Partido da Social Democracia Brasileira (PSDB) | Avança Santa Cruz             | 1238            | 2.72%      |
| Joab Gomes da Silva               | Partido Social Democrático (PSD)               | Mais Avanços                  | 1180            | 2.59%      |
| Marlos Melo da Costa              | Podemos (PODE)                                 | Renovar Para Mudar            | 1170            | 2.57%      |
| Inácio Marques Vieira             | Partido da Social Democracia Brasileira (PSDB) | Avança Santa Cruz             | 1112            | 2.44%      |
| Edvaldo José da Silva             | Solidariedade (SD)                             | Mais Avanços                  | 1091            | 2.4%       |
| Hélio Lima Aragão Filho           | Partido Trabalhista Brasileiro (PTB)           | Vamos Juntos Mudar Santa Cruz | 1086            | 2.39%      |
| Deomedes Alves de Brito           | Partido dos Trabalhadores (PT)                 | Vamos Juntos Mudar Santa Cruz | 827             | 1.82%      |
| José Ronaldo Paca                 | Partido da República (PR)                      | Santa Cruz Avança             | 697             | 1.53%      |